# Section technique de l'Armée de terre
Pour les articles homonymes, voir STAT.
La Section technique de l'Armée de terre (STAT) est un organisme extérieur à l'EMAT. Elle assure, par délégation de l'EMAT et conjointement avec la DGA, la conduite et le suivi des opérations d'armement dès le stade de la conception et jusqu'au retrait du service des équipements. Pour vérifier l'adéquation des systèmes au besoin militaire, elle conduit les évaluations et les expérimentations technico-opérationnelles de tous les équipements relevant de sa compétence.

## Historique
- 1795: 18 floréal an III, naissance du Comité de l'artillerie
- 1910: Création de la Section technique de l'artillerie
- 1940: Regroupement des différentes sections techniques (artillerie, cavalerie, infanterie, génie) sous le vocable Commission centrale de réception
- 1946: Création de la Section technique de l'Armée confirmant le besoin d'unité dans la conception et l'expérimentation de l'armement
- 1969: Création du CERMAP (Centre d'Essais et de recettes des matériels Aéroportés)
- 1972: Adaptation de la mission qui s'élargit à la prévision à long terme tandis que disparait la responsabilité de recette des matériels et naissance de la Section technique de l'Armée de terre
- 1974: La Section technique de l'Armée de terre quitte Saint Thomas d'Aquin pour rejoindre Versailles-Satory
- 1992: Les responsabilités de la Section technique de l'armée de terre sont accrues en matière de conduite des programmes d'armement
- 2000: La Section technique de l'armée de terre devient le pilier central de la fonction armement au sein de l'armée de terre. Son périmètre d'activité englobe désormais toutes les phases du processus d'acquisition des programmes.

## Symbolique de son insigne

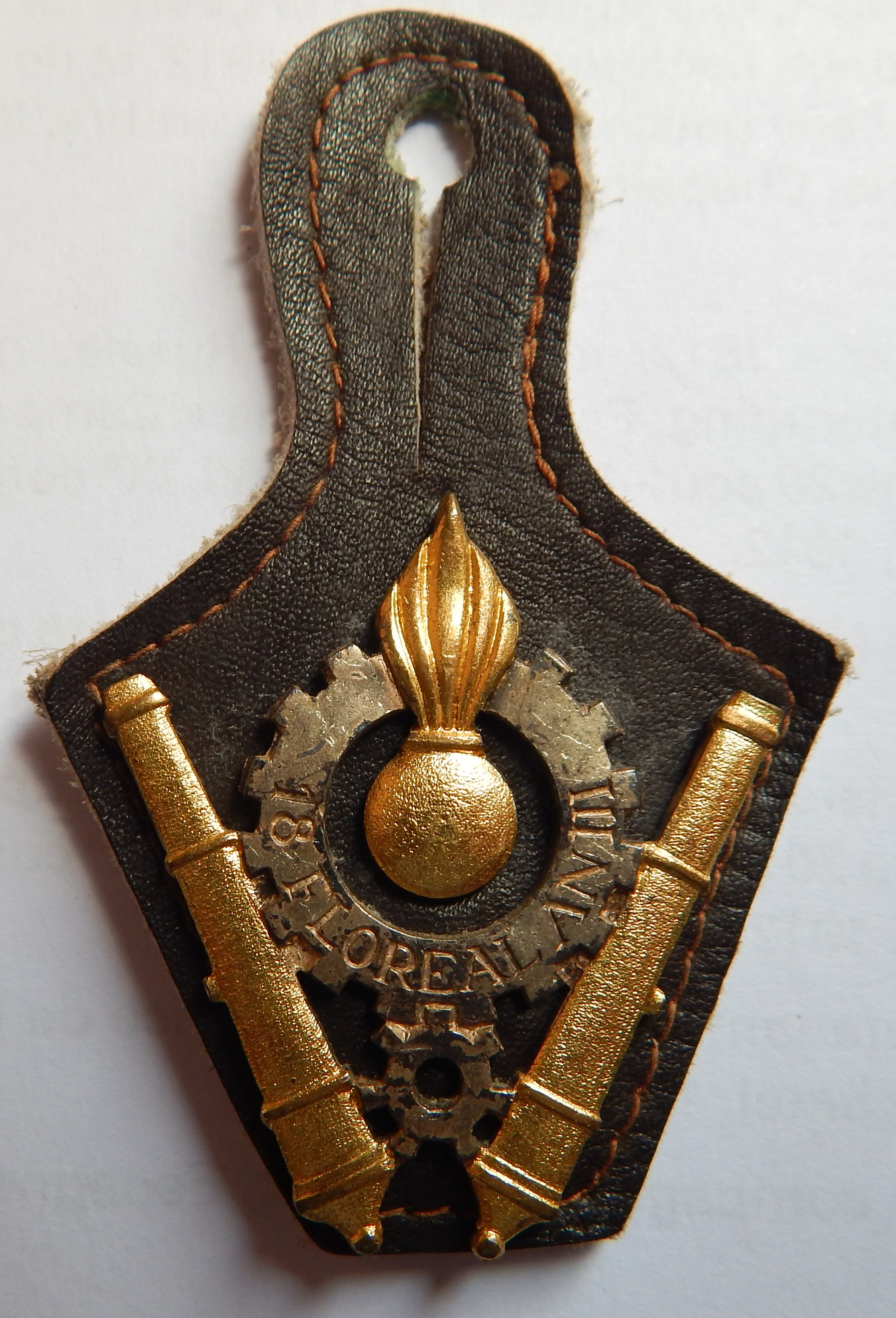
Section technique de l'Armée de terre.

Cet insigne a été homologué par le 3e bureau de l’État-Major de l’Armée - Service Historique par la D.M no 1881-EMA /3-1 du 26 février 1946.
Il comporte une grenade dorée symbolisant l’Infanterie, deux canons dorés symbolisant l’Artillerie, un couple de roues dentées symbolisant l’Arme Blindée.
La date du 18 floréal an III (8 mai 1795) inscrite sur la plus grande roue est celle de la création du Comité central l’Artillerie installé le jour même à l’Hôtel Saint-Thomas où se trouve la Commission Permanente des Essais et la Section Technique de l’Armée qui en sont les héritières directes.

## Implantation
Mourmelon : polygone d’essai de la section technique de l’armée de terre - permet des mises en œuvre et des entraînements en temps réel.
Versailles - Satory :

## CERMAP[2]- CEMAP - STAT Groupement Aéroporté[3]
Le Centre d’Expérimentation et de Recettes des Matériels Aéroportés formé vers 1969 était basé à Toulouse, tout en dépendant de Versailles Satory.
La formation de ce centre d'expérimentation se justifiait par la mise en service de l'avion de transport C-160 Transall dont les méthodes et techniques de largages étaient radicalement différentes de celles utilisées par le Nord 2501.
Ce groupe était composé de trois officiers (capitaines), quatre sous-officiers (adjudants-chefs) et de 30 à 32 appelés, tous parachutistes brevetés militaires.
Ces appelés provenant de l'ETAP de Pau, furent logés initialement à Compans-Caffarelli, quartier aujourd’hui démoli de Toulouse, puis caserne Niel avec le 9e régiment de chasseurs parachutistes, dont ils dépendaient pour le logement, l'habillement, et l'intendance. Par la suite, ce sont des parachutistes émanant du 9e RCP qui formeront les effectifs du CEMAP.
Le conditionnement et la préparation des charges à larguer s’effectuaient dans des locaux spécifiques de la Cartoucherie et les largages étaient réalisé sur la DZ de Fonsorbes.
Le CERMAP deviendra CEMAP vers 1971, puis cette section, gagnant en importance, a évolué en Section Technique de l’Armée de Terre, Groupement aéroporté. Il demeure basé dans la région Toulousaine.
Sa mission, vérifier l’adéquation des systèmes aux besoins militaires, elle conduit les évaluations et les expérimentations technico-opérationnelles de tous les matériels et équipements aéroportés
Il est divisé en cinq branches.
TAP1 Mise à terre du personnel
TAP2 Mise à terre des matériels
TAP3 Matériel de parachutage et largage
TAP4 Utilisation du A400M
TAP5 Vol de pente avec la 27e Brigade d’Infanterie de montagne

## Mission  -  Composition  -  Matériels

### Mission
Les militaires présents à la STAT possèdent 5 missions qui sont :
- La protection : Comme l’armée de Terre en général la mission principale de la STAT est de protéger les citoyens français mais aussi n’importe quelle population alliée à la France.
- Les évaluations et les expérimentations : La STAT s’occupe de tester les nouveaux véhicules, armes, équipements de communication, systèmes électroniques, etc. La STAT vérifie que ce matériel est prêt à être envoyé sur le terrain par des tests grandeur nature puis, s'il le faut, améliore le matériel.
- Le soutien technique : La STAT offre un soutien technique à l’armée de Terre en réparant les problèmes du matériel défaillants et en offrant de nouvelles extensions aux armes.
- La projection : La STAT doit absolument se projeter dans l’avenir afin de savoir quand les militaires pourront avoir les nouvelles armes à tester ou quand faut-il créer un nouveau véhicule pour l’armée.
- La connaissance et l’anticipation : La STAT doit toujours être en avance par apport aux technologies des autres armées pour ne pas être surpris en temps de guerre. L’équipement doit être sans cesse renouvelé.

### Organisation
La STAT est organisée en groupements métiers.
Sur ce site il y a 7 groupements différents qui sont :  
- Arme de mêlée 
- Artillerie 
- Mobilité 
- Renseignement 
- Simulation 
- Maitrise de l'information 
- Battle lab terre 